# 超统构足球
《超級陣型足球》是一款由Human Entertainment公司制作和发行的足球类电子游戏。游戏于1991年12月13日在日本地区超级任天堂发行。于1992年5月在北美地区发行。
游戏包含友谊赛和巡回赛。玩家可以在游戏中找到当时世界著名的球星。
本游戏之后有续作《超统构足球II》。